# Claes Dahlbäck
Claes Åke Gustaf Dahlbäck (Estocolmo, 6 de junio de 1947) es un empresario sueco.
Dahlbäck es hijo del director de Esselte Sven Dahlbäck y de Elisabeth, nacida en la familia noble Alströmer. Se graduó como oficial naval en la Real Escuela Naval de 1968 y es oficial de reserva en la marina. Obtuvo su título en economía en la Escuela de Economía de Estocolmo en 1972 y recibió el título de economista.
Después de completar sus estudios, ha trabajado en Investor desde 1973. Fue su CEO de 1978 a 1999, vicepresidente del consejo de administración de 1999 a 2002 y presidente de 2002 a 2005. Fue tesorero (responsable de finanzas) del consejo de administración de la Escuela de Economía de Estocolmo, el órgano ejecutivo más alto de la escuela, de 2000 a 2001. Es presidente de la Asociación de la Escuela de Economía, el órgano decisorio más alto de la Escuela de Economía de Estocolmo, desde 2001. La asociación lo designó miembro del consejo de administración en 2001, cargo que aún ocupa. También es miembro de la junta directiva de Goldman Sachs.
Se casó por primera vez con la licenciada Merike Dahlbäck, pero se divorció de ella y volvió a casarse con ella en 1998. La pareja tiene tres hijos: Henrik, Cecilia y Louise. Dahlbäck es propietario de Räfsnäs kungsgård en Mariefred, donde también reside.
El 6 de agosto de 2012, Dahlbäck fue el presentador del programa "Sommar i P1" y en octubre de 2014 participó en el programa "Sommarpratarna" de SVT.

## Premios y Membresías
- Miembro de la Real Academia de Ingenieros, electo en 1990.[5]
- Miembro ordinario del Real Instituto de Oficiales de la Marina desde 1992.
- Doctor honoris causa en economía en la Escuela de Economía de Estocolmo en 1998.